# Fogselyem

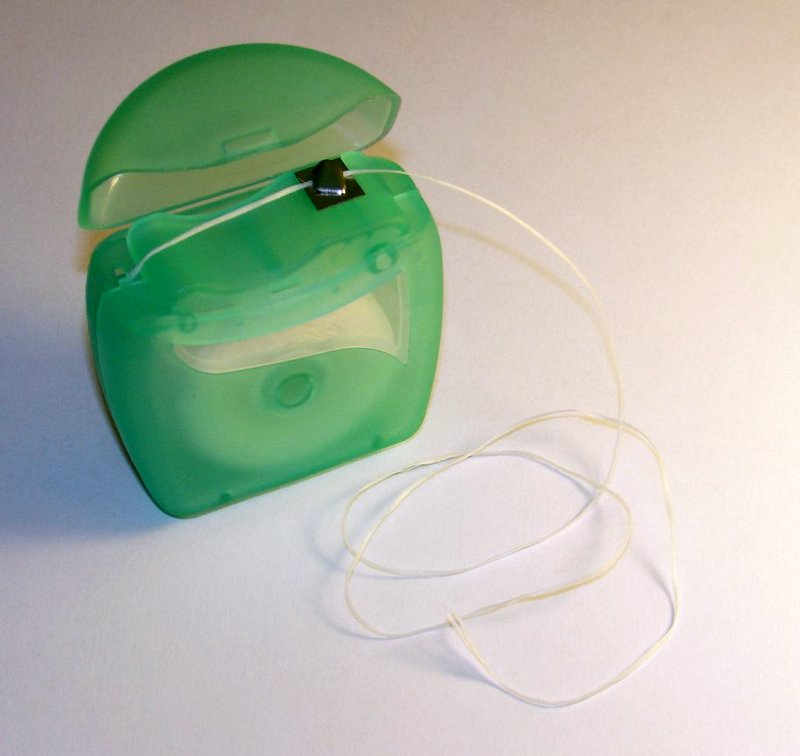
Fogselyem

A fogselyem egy vékony műanyag szál, melyet az ételmaradékok és a lepedék fogak felszínéről való eltávolítására használnak. Fogorvosok mindennapi használatát ajánlják, mint kiegészítő eszköz a fogmosáshoz. Elérhető viaszozott és nem viaszozott formában.  A viaszozott forma könnyebben becsúszik a fogak közé. Ezenkívül egyesek fluoridokkal, mentollal vannak átitatva.

## Története
Levi Spear Parmly (1790-1859, New Orleans, USA) fogorvos nevéhez fűződik a fogselyem feltalálása. 1815-ben azt ajánlotta pácienseinek, hogy használjanak selyemszálakat fogaik tisztítására. Viszonylag későn, 1882-ben kezdte meg a Codman und Shurtleft cég a nem viaszozott selyemszálak gyártását. A Johnson & Johnson Corporation 1898-ban kapta meg a szabadalmi oltalmat a fogselyemre.
A második világháborúig nagyon kevesen használták. Miután azonban Dr. Charles C. Bass kifejlesztette a műanyag fogselymet, népszerűsége nőtt, mivel kevésbé foszlott, rugalmasabb volt és nehezebben szakadt. Annak ellenére, hogy az Egyesült Államokban nagy népszerűsítési kampányokat rendeztek, a lakosságnak csak 12%-a használja rendszeresen.

## Használata
Fogkefével történő fogmosás közben a fogkefe sörtéi csak nehezen, vagy egyáltalán nem jutnak be a fogak közé. Az itt lerakódott plakk ún. approximális fogszuvasodáshoz, ínygyulladáshoz vezet. A fogselyemmel való tisztítás célja a fogak közt lerakódott ételmaradékok, plakk eltávolítása.

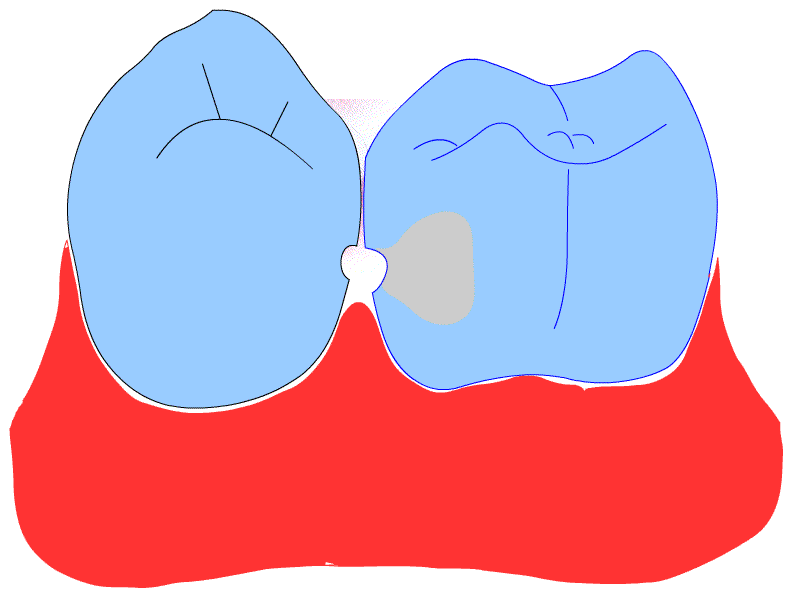
Approximális fogszuvasodás.
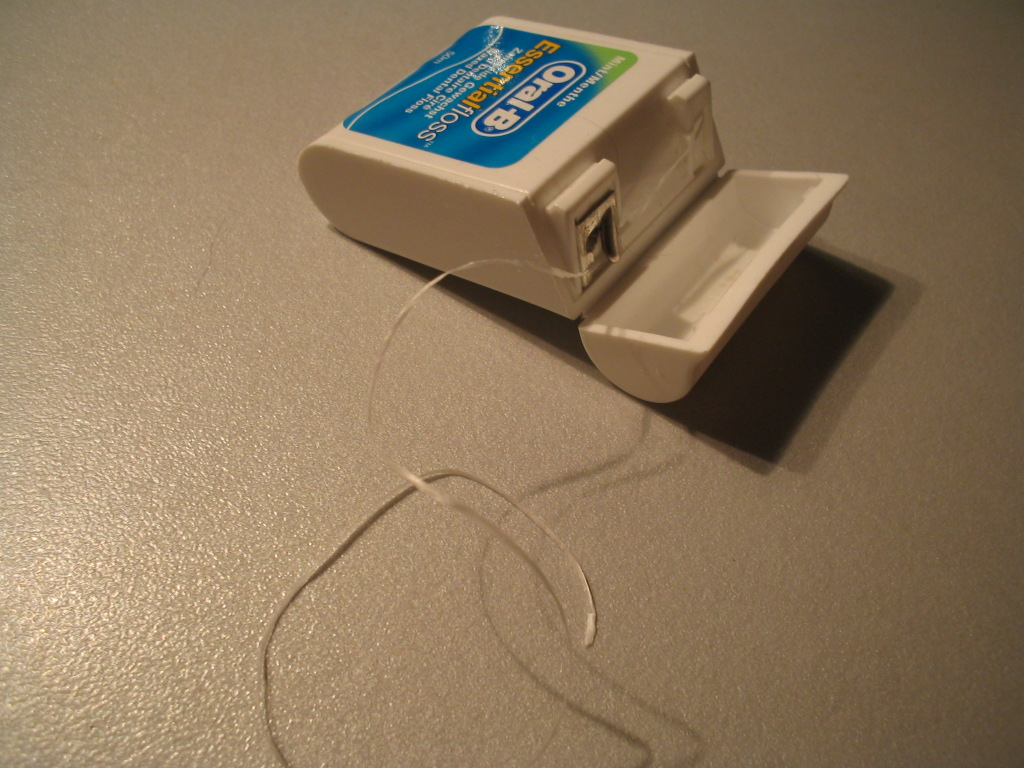
Miután kb. 30 cm-t letéptünk a tekercsből, tekerjük fel a két középső ujjunkra. Hüvelyk- és mutatóujjunkkal feszítsük ki.
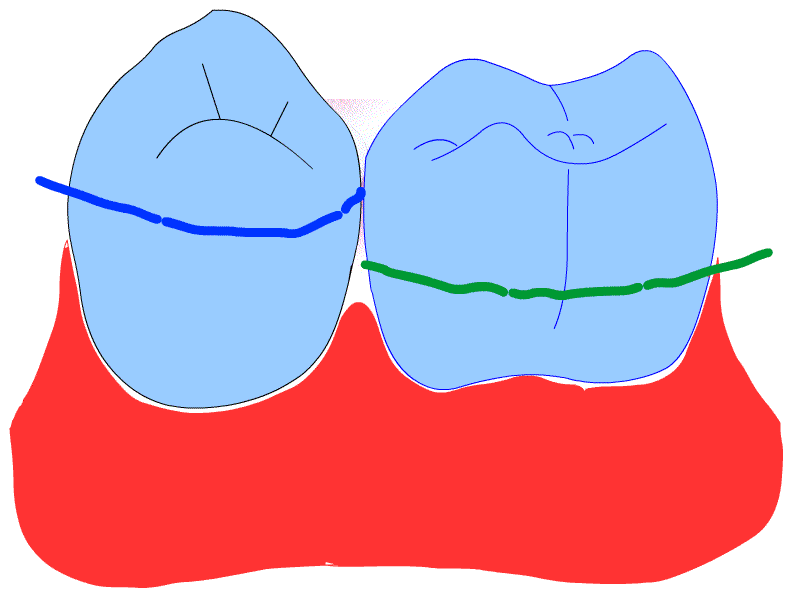
A fog felszínén haladjunk a fogíny felé.
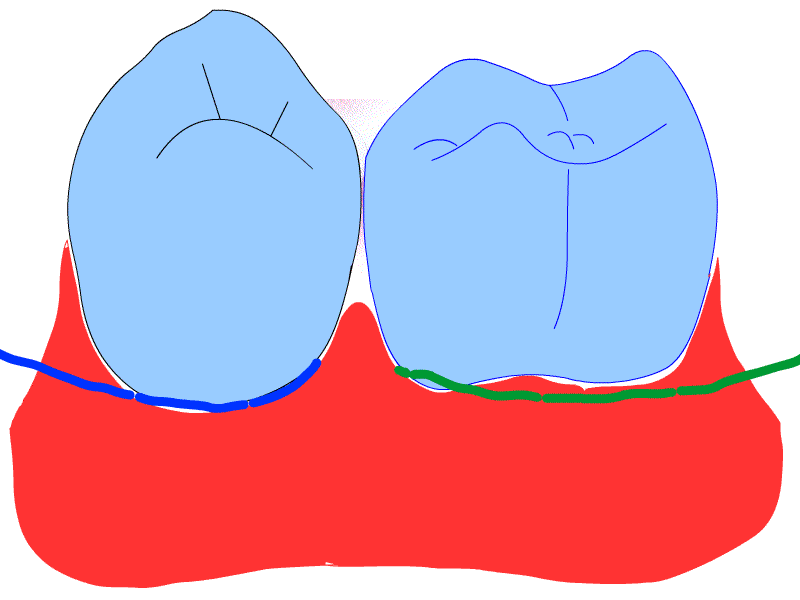
Óvatosan az íny alá is menjünk be.
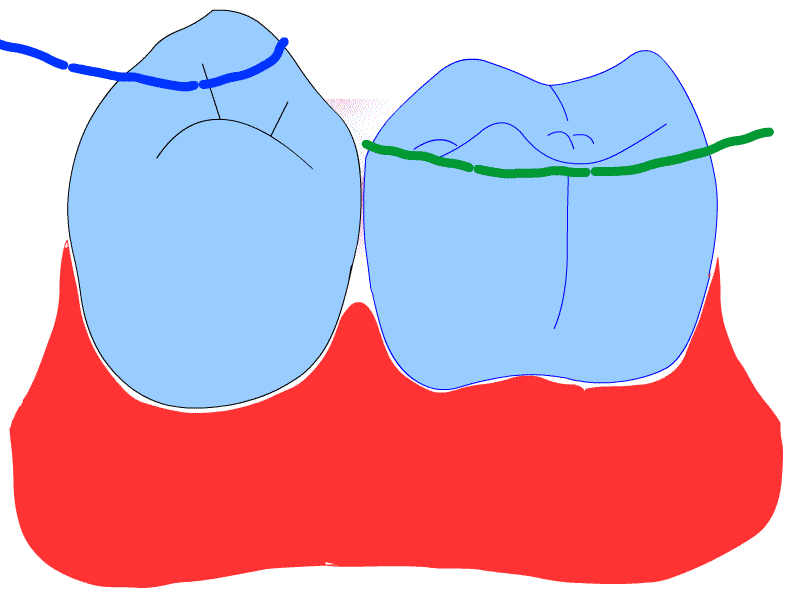
Végül a fog felszínén húzzuk fel a fogselymet. A folyamat többször megismétlendő.
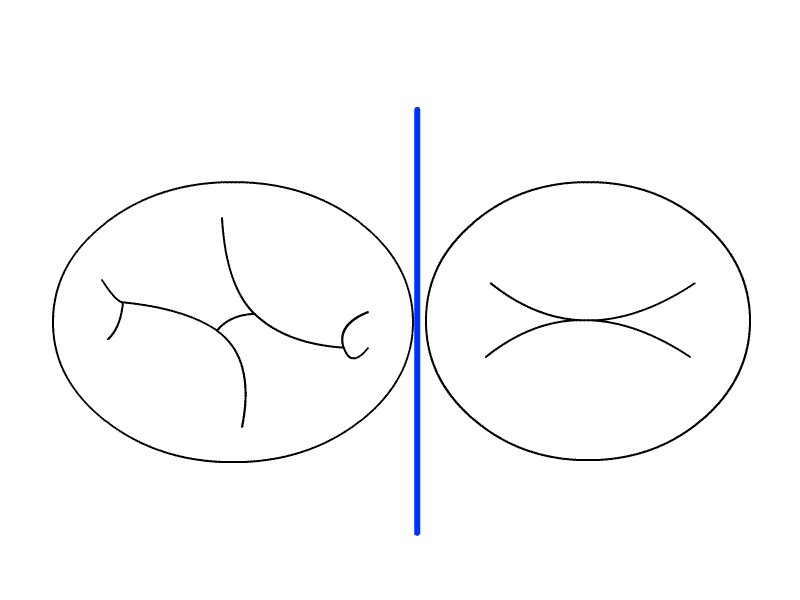
HELYTELEN – így csak egy pontban tisztítunk.
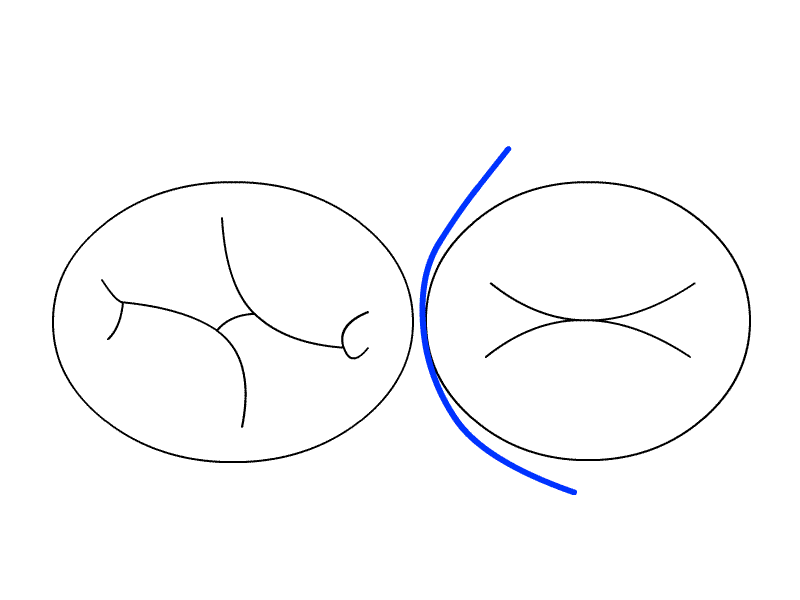
HELYES

A fogselyem használata közben fellépő vérzés az ínygyulladásnak, esetleg a nem helyes, túl durva használatnak tulajdonítható. Rendszeres és helyes alkalmazás esetén az ínygyulladás megszűnik. Fogpótlásokon az ételmaradékok jobban megtapadnak, így a fogselyemmel való tisztítás nagyon fontos.
Mivel a fogkő keménysége nagy, és erősen tapad a fog felszínéhez, fogselyemmel való eltávolítása nem lehetséges.